# Sammlung Perthes Gotha
Die Sammlung Perthes Gotha ist eine kulturgeschichtliche Sammlung bedeutenden Ranges, die vor allem Überlieferungen des Gothaer Verlages Justus Perthes bewahrt.
Die Herausgabe des „Gothaischen Genealogischen Hofkalenders“ – bis heute bekannt als „Der Gotha“ – und die vor allem seit 1817 (1. Ausgabe von „Stielers Handatlas“) verlegten Atlanten und Karten verschafften den Namen Justus Perthes und Gothas Weltgeltung. Der Justus Perthes Verlag bestimmte mit kartographischen Veröffentlichungen wie „Stielers Handatlas“ und „Petermanns Geographische Mitteilungen“ die letzte Phase des Entdeckungszeitalters, in der die außereuropäischen Kontinente und die Polgebiete erforscht wurden. Im 19. und frühen 20. Jahrhundert war der Verlag einer der marktbeherrschenden Protagonisten der Sammlung, Auswertung und Verbreitung geographischen Wissens.
Geblieben von der rund 225-jährigen Verlagsgeschichte sind umfängliche Zeugnisse der Verlagsproduktion, die im Verlagsarchiv erhalten sind, sowie eine Kartensammlung und Fachbibliothek als ehemalige redaktionelle Arbeitsbestände. Die heutige Sammlung Perthes Gotha bildete seit 2003 einen wichtigen Bestand der Universitäts- und Forschungsbibliothek Erfurt/Gotha. Seit 2018 ist sie Teil der Forschungsbibliothek Gotha.

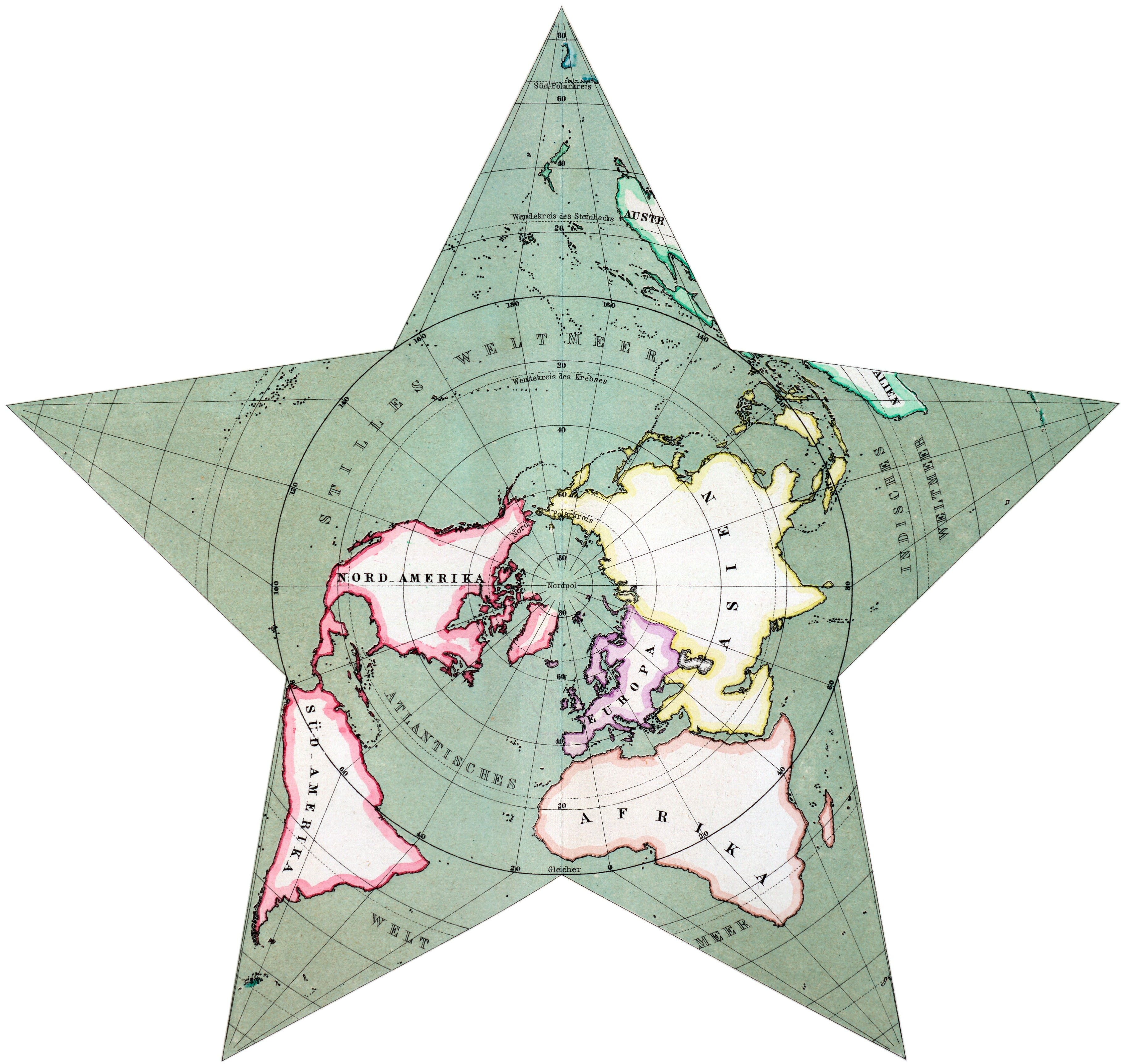
Hermann Berghaus’ Weltkarte in Sternprojektion, 1880

## Geschichtliches

### Gründung des Verlages Justus Perthes – „Der Gotha“
Der aus Rudolstadt stammende Johann Georg Justus Perthes machte sich 1785 in Gotha als Verleger selbständig. Er übernahm von Carl Wilhelm Ettinger, dem damals führenden Verleger Thüringens, die Herausgabe des „Gothaischen Genealogischen Hofkalenders“/„Almanach de Gotha“. Dieses Periodikum, das in seiner Mischung aus Nützlichem und Vergnüglichem ein breites Publikum ansprach, stand am Anfang eines typisch aufklärerischen Programms, mit dem der Verlag in den ersten 30 Jahren seiner Existenz auf den Buchmarkt ging. Davon blieb allein der Hofkalender übrig, der bis 1945 als „Der Gotha“ einer der Grundpfeiler des Justus Perthes Verlages war. Erst nach diversen Pachtverträgen durfte der Verlag 1816 den Almanach unter eigenem Namen herausgeben. Um mit dem Almanach Schritt halten zu können, wurden viele Dokumentationen gesammelt, die 1911 in die „Bücherei der Geographischen Anstalt von Justus Perthes“ aufgenommen wurden.

### Auf dem Weg zur Geographischen Anstalt
Die Zusammenarbeit zwischen Justus Perthes und dem Gothaer Hofbeamten Adolf Stieler wurde Auftakt einer Neuprofilierung. Stieler empfahl Perthes die Herausgabe eines „Handatlas über alle Teile der Erde“, dessen Urauflage 1817–1823 erschien. Dies war die Geburtsstunde eines der bedeutendsten topographischen Atlanten der Moderne. Der in seiner Informationsdichte, Präzision und Aktualität unerreicht gebliebene „Stieler“ erlebte mehr als zehn Auflagen. An die Seite des „Stieler“ traten zwei Atlanten, die den Verlag innerhalb eines Jahrzehnts zum Schrittmacher der thematischen Kartographie werden ließen: ab 1838 erschien der von Heinrich Berghaus konzipierte „Physikalische Atlas“ als eine kartographische Visualisierung von Alexander von Humboldts „Kosmos“. Der Atlas bestellte erstmals die Felder einer zukünftigen thematischen Geographie und führte Verteilungskarten, Diagramme und Statistiken als deren Darstellungsformen ein. Der „Historisch-Geographische Hand-Atlas“ von Karl Spruner (1837–1852) vollendete das Dreigestirn der frühen Perthes-Weltatlanten. Nachauflagen, Teildrucke und die Überarbeitung durch Theodor Menke machten den „Spruner-Menke“ bis zum Ende des 19. Jahrhunderts zum führenden historischen Weltatlas. Diese drei Atlanten begründeten den Aufstieg des Verlages, der schon um 1850 als Kartenverlag nahezu konkurrenzlos war. Das Spektrum seines beständig erweiterten Programms umfasste neben Weltatlanten, Schul-, Taschen- und Spezialatlanten, Wand- und Einzelkarten sowie geographisch-kartographische Lehrmittel.

### „Weltzentrum der Geographie“ – Das Zeitalter Petermanns
Die wissenschaftliche Qualität des „Stieler“ beruhte u. a. darauf, dass er jene geographischen Wissenslücken auswies, die zu Impulsen der Erforschung der noch unbekannten Erdregionen wurden. Mit August Petermann, der 1854 nach Gotha kam, war es der Justus Perthes Verlag selbst, der aus diesen „weißen Flecken“ ein Programm der Entdeckung und Erforschung der Erde machte. In einer neuartigen Form von Wissenschaftsmanagement organisierte er die Entdeckung, Erforschung und Kartierung Afrikas, Australiens und des Polarmeers. Von Gotha aus wurden Unternehmen finanziert und gefördert. Eine Vielzahl von Protagonisten, die hier publizierten, zählt man heute zu den bedeutenden Entdeckern und Forschern des 19. Jahrhunderts: die Afrikareisenden Heinrich Barth, Theodor von Heuglin, Werner Munzinger, Gustav Nachtigal, Wilhelm Junker, Karl Mauch, Gerhard Rohlfs, Georg Schweinfurth, Emin Bey Pascha, Oskar Baumann, der Neuseelandreisende Ferdinand von Hochstetter und die Polarfahrer Carl Koldewey, Julius von Payer, Carl Weyprecht und Adolf Erik Nordenskiöld. Im frühen 20. Jahrhundert sollte dann noch der ebenso populäre wie umstrittene Asienforscher Sven Hedin hinzukommen. Plattform dieser Anstrengungen wurde die von Petermann seit 1855 herausgegebene Zeitschrift „Mittheilungen aus Justus Perthes’ Geographischer Anstalt“. „Petermanns Mitteilungen“ waren gleichermaßen ein Journal, das den Lese- und Wissensbedürfnissen eines breiten Publikums entsprach, und ein wissenschaftliches Fachorgan, in dem Karten das Endresultat neuer geographischer Forschungen zusammenfassten und graphisch veranschaulichten. Rohstoff der Karten waren die vor Ort gefertigten Routenaufnahmen, Messungen, Tagebuchaufzeichnungen und Kartenentwürfe, die am Schreibtisch der Gothaer Kartographen mit allem bekannten Quellenmaterial verglichen und kritisch ausgewertet wurden. Diese Karten waren wiederum die Grundlage für die permanente Aktualisierung aller anderen kartographisch-geographischen Publikationen des Verlages, allen voran des „Stieler“. In der „Ära Petermann“ wurde so der Justus Perthes Verlag zum Motor der wissenschaftlichen Geographie und Kartographie, und seine Karten entfalteten weltweite Ausstrahlung und Anziehungskraft. Sein Prinzip der Kartenherstellung führte zur Anhäufung jener einzigartigen Bestände, die heute die Sammlung Perthes Gotha ausmachen.

### Vielfalt der Karten und Atlanten
Um 1880 erlebte der Verlag einen tiefen Einschnitt. Mit dem Ende des Zeitalters der Entdeckungen verlor die Perthes-Kartographie ihre Innovationskraft. Neue Akteure traten auf den Plan – geographische Gesellschaften, an Universitäten lehrende Geographen und neue Kartenverlage, die mit preiswerteren Erzeugnissen Perthes harte Konkurrenz machten. Diesen Herausforderungen begegnete Perthes mit Entschlusskraft und Erneuerungswillen. Der Verlag wurde zu einem Industrieunternehmen mit mehr als 150 Mitarbeitern umstrukturiert. Durch Innovationen in der Kartenherstellung, wie Galvanoplastik und Umdruckverfahren, wurde ohne Verzicht auf bisherige Qualitätsansprüche das Erscheinungsbild aller Produkte modernisiert und die marktwirtschaftliche Zukunft gesichert. In den 1920er Jahren versachlichte der Buchkünstler Hugo Steiner-Prag das Corporate Design und schuf ein neues Signet.
An die Seite der altbewährten, erneuerten Produkte traten neue topographische und thematische Atlanten und Karten, so dass der im 150. Jubiläumsjahr des Verlages erschienene „Justus Perthes Hauptkatalog 1785–1935“ mehr als 3.500 Publikationen verzeichnete. Unter diesen waren Carl Vogels „Karte des Deutschen Reiches“, Richard Lepsius’ „Geologische Karte des Deutschen Reiches“, Bruno Hassensteins „Japan-Atlas“ und Hermann Habenichts „Spezialkarte von Afrika“. Hermann Berghaus’ „Chart of the World“, ein faszinierendes Zeugnis der sich im Industriezeitalter rasant verdichtenden Weltwirtschaft und Infrastrukturen, war von 1863 bis 1924 ein Bestseller des Verlages. Eine Serie von Taschenatlanten, die die Investitionen in den „Stieler“ ausschöpfte und verwertete, wurde zum meistverkauften Verlagsprodukt.
Zugleich wurde Perthes tief in die Zeitgeschichte des 19. und 20. Jahrhundert hineingezogen, in der die Karten des Verlages auch zu Instrumenten der geistigen Mobilmachung des deutschen Volkes wurden. Am Anfang steht der „Kolonialatlas“ des deutschvölkischen, antisemitischen Kartographen Paul Langhans. Es folgten um 1930 von Hermann Haack konzipierte Kartenwerke, wie der „Geopolitische Typen-Atlas“ und der „Saar-Atlas“, die die Ansprüche auf Revision der Ergebnisse des Ersten Weltkrieges visualisierten und die kriegerische Neuordnung Europas vorbereiteten, an der sich der Perthes als „nationalsozialistischer Musterbetrieb“ mit Militärkarten beteiligen sollte.

### Innovationen in der Schulgeographie
Die Schulgeographie war einer der wirtschaftlich einträglichsten Bereiche des Verlages. Der parallel zu „Stielers Handatlas“ seit 1821 verlegte „Kleine Stieler“ wurde einer der erfolgreichsten Schulatlanten des 19. Jahrhunderts. Das Prinzip der reinen Weiterverwertung des „Stieler“ durchbrach Emil von Sydow. Als Mitarbeiter des Justus Perthes Verlages entwickelte er von 1855 bis 1860 aus den Bedürfnissen des Unterrichts heraus ein umfassendes schulgeographisches Programm. Ein „Methodischer Handatlas“, ein Schulatlas, Übungsatlanten und Wandkarten machten Sydow zum Begründer der methodischen Schulgeographie. Sydows Schulatlas von 1847, den Hermann Wagner 1888 grundlegend neu bearbeitete, wurde ein Longseller. Bis 1944 erschien er in 62 Auflagen und war noch grundlegend für die Nachkriegsschulgeographie. Konstituierend für die Etablierung der Geographie als Unterrichtsfach wurden ebenso Sydows Wandkarten, denn auf Sydow geht das bis heute unverwechselbare Gesicht einer (physischen) Schulwandkarte zurück.
Nachdem in der „Ära Petermann“ die Schulgeographie eine nur untergeordnete Rolle gespielt hatte, war es der seit 1897 für Perthes arbeitende Hermann Haack, der die Schulgeographie des Verlages neu profilierte. Als einer der führenden Mitarbeiter der ersten Hälfte des 20. Jahrhunderts schuf Haack der Schulgeographie Foren der Wissensvermittlung und des Austauschs. Der unter seiner Leitung stehende „Geographischer Anzeiger“ wurde 1912 das Organ des „Verbandes deutscher Schulgeographen“. An die Seite zahlreicher von ihm konzipierter Schulatlanten trat erstmals für den Justus Perthes Verlag eine Serie von Globen und vor allem ein 135 Wandkarten umfassendes Schulkartenwerk, das Haacks bedeutendste Leistung darstellt.
Mit Haacks Schulwandkarten verfügte der Justus Perthes Verlag über ein solides Fundament, von dem ab 1953 zwei Verlage in Ost und West zehrten. Der Gothaer Haack-Schüler Werner Painke machte die Geographische Verlagsanstalt Justus Perthes Darmstadt zum führenden Wandkartenhersteller der Bundesrepublik Deutschland. Im VEB Hermann Haack Geographisch-Kartographische Anstalt Gotha nahmen Wandkarten ein Fünftel der Verlagsproduktion ein.

### Zwischen Vergangenheit und Zukunft
In nahezu ununterbrochener Folge existierte der Justus Perthes Verlag als Familienunternehmen über sieben Generationen von 1785 bis 1992. In der Nachkriegszeit nach 1945 erlebte der Verlag den tiefsten Bruch in seiner Geschichte. Die entschädigungslose Enteignung der Verlegerfamilie, die wegen zunehmender Repressionen, extremer Steuerbelastung (die sog. „kalte Enteignung“) und der erzwungenen Zusammenarbeit mit dem staatlichen Verlag „Volk und Wissen“ Ende 1952 aus der DDR flüchten musste, führte zur Spaltung des Verlagshauses in die ab 1954 als Einzelunternehmen in Darmstadt weitergeführte „Justus Perthes Geographische Verlagsanstalt Darmstadt“ und das in einen volkseigenen Betrieb verstaatlichte, im Oktober 1955 zum „VEB Hermann Haack Geographisch-Kartographische Anstalt Gotha“ umbenannte Gothaer Stammhaus. In den folgenden Jahrzehnten pflegten beide Verlage dennoch ununterbrochen eine geschäftliche Verbindung. So wurden ausgewählte Gothaer Schulwandkarten (auch in Teilauflagen) vom Darmstädter Verlag übernommen und im In- und Ausland mit vertrieben. Noch kurz vor der Wende übernahm der Gothaer VEB Haack erstmals Wandkarten von Justus Perthes Darmstadt zum Vertrieb in der DDR und im sozialistischen Ausland, nachdem Stephan Justus Perthes im Frühjahr 1986 erstmals wieder (nach der Enteignung 1953) das Gothaer Stammhaus besucht hatte.
Der Fall der Mauer im November 1989 brachte dem Gothaer VEB Hermann Haack erneut tiefgreifende Zäsuren, zunächst durch einen aggressiven Übernahmeversuch durch den damaligen Geschäftsführer des Braunschweiger Westermann-Verlages, der u. a. die damalige entschädigungslose Perthes'sche Enteignung öffentlich abstritt; ab Mitte 1990 dann (auf neuer Rechtsgrundlage) mit der überaus schwierigen und langwierigen Reprivatisierung des Gothaer Verlages durch die Treuhandanstalt (Juli 1990 bis März 1992), verbunden mit großen Arbeitsplatzverlusten, und der folgenden Übernahme beider Verlage in Gotha und Darmstadt durch den Ernst Klett Schulbuchverlag, der den Namen (Justus) Perthes noch bis 2008 in der Gothaer Firmierung führte. Der Darmstädter Verlag wurde 1994 aufgelöst und im Gothaer Verlag bzw. z. T. bei Klett Stuttgart integriert. Die drei bisherigen kartographisch-geographischen Redaktionen in Darmstadt, Stuttgart und Gotha wurden in Gotha konzentriert. Zusammen mit dem Verlag wurden dem rechtmäßigen Erben, Stephan Justus Perthes, die historischen Sammlungen zurück übertragen, von denen er das Verlagsarchiv als Bestandteil des Gothaer Verlages mit an den Ernst Klett Verlag verkaufte. Nachdem rund zehnjährige Bemühungen insbesondere von Michael Klett und Stephan Justus Perthes um den Erhalt und den Zusammenhalt von Verlagsarchiv, Bibliothek und Kartensammlung sich nicht verwirklichen ließen, vor allem mit dem Ziel des 1996 gegründeten „Fördervereins Perthes-Stiftung Museum der Erde Gotha e.V.“, die Sammlungen in ein „Museum der Erde Gotha“ (angedacht als private public partnership) zu überführen, erwarb der Freistaat Thüringen per 1. Januar 2003 mit maßgeblicher Unterstützung der Kulturstiftung der Länder Kartensammlung und Bibliothek von Stephan Justus Perthes, sowie das Verlagsarchiv (1785 bis 1992) von Klett Stuttgart. Unter dem Titel „Sammlung Perthes Gotha“ wurden die drei Teilbestände in die Universitäts- und Forschungsbibliothek Erfurt/Gotha integriert. Die Forschungsbibliothek Gotha soll die Potentiale dieser international herausragenden Sammlung für Wissenschaft und Öffentlichkeit nutzbar machen. Denn die Sammlung konnte weder in ihrer überlieferten Gestalt als Arbeitsinstrument eines Verlages, noch auf Grund ihres (nach jahrzehntelanger Vernachlässigung vor allem zur Zeit der DDR) prekären Erhaltungs-, Ordnungs- und Erschließungsstandes heutigen wissenschaftlichen und öffentlichen Nutzungsanforderungen standhalten. Seit 2006 werden daher umfassende innovative Konservierungsvorhaben und bibliothekarische Erschließungsprojekte für die einzelnen Sammlungsteile realisiert.

## Historische Sammlungen des Verlages Justus Perthes
Die historischen Sammlungen des Verlages Justus Perthes haben sich in beeindruckender Vollständigkeit und Geschlossenheit erhalten.
Die 185.000 Blatt zählende Kartensammlung überliefert vorwiegend topographische Karten, aber auch Schulwandkarten und 12.000 Seekarten. In der Sammlung finden sich die internationale Kartenproduktion vom späten 18. bis zum 20. Jahrhundert, die man zur Herstellung der eigenen Karten auswertete, die Karten des Verlages Justus Perthes in allen Fertigungsstufen vom Entwurf bis zur gedruckten Karte sowie zahlreiches Grundlagenmaterial zur Konstruktion der Karten.
Die 120.000 Bände umfassende Bibliothek enthält neben den Privatbibliotheken Adolf Stielers und August Petermanns vor allem die in „Petermanns Mitteilungen“ rezensierten Monographien, Zeitschriften und Atlanten. Dem Profil eines modernen Kartenverlages entsprechend, wurden in großem Maßstab aktuelle deutsch- und fremdsprachige Kartographica und Geographica erworben, so dass die Bibliothek heute eine geographisch-kartographische Spezialbibliothek allerersten Ranges darstellt.
Das Archiv bewahrt Bestände von insgesamt rund 800 laufenden Metern Akten. In ihm sind die Archivalien der Verlags-, Firmen- und Familiengeschichte vereint, darunter die Schriftleitung von „Petermanns Mitteilungen“ und die Korrespondenzen der Mitarbeiter und Freunde des Verlages. Eine Belegexemplarsammlung vermittelt einen Überblick über die Produktpalette des Verlages. Die 1.650 Kupferplatten sind einzigartige Zeugnisse für den vom Justus Perthes Verlag bis ins 20. Jahrhundert als Vervielfältigungsverfahren eingesetzten Kupferstich. Weitere umfängliche Archivalien stammen aus der 40-jährigen Tätigkeit von „Justus Perthes Geographische Verlagsanstalt Darmstadt“ (1954–1994), die vom letzten Inhaber und Geschäftsführer Stephan Justus Perthes auf der Grundlage der in 2002 getroffenen vertraglichen Vereinbarungen in 2004 ebenfalls der Sammlung Perthes Gotha überlassen wurden.
Die historischen Gebäude des 1785 gegründeten Verlages Justus Perthes in der Justus-Perthes-Straße 3–9 wurden in den Jahren 2012 bis 2014 zum Perthes-Forum umgebaut. Die rund 18 Mio. Euro teuren, eine Gebäudefläche von rund 11.000 m² betreffenden Baumaßnahmen wurden im November 2014 fertiggestellt. Das Perthes-Forum nimmt seit 2015 umfangreiche Depotbestände der Forschungsbibliothek Gotha, einschließlich der Sammlung Perthes Gotha auf, dazu die bisher im Schloss Friedenstein untergebrachten Depoträume und Werkstätten der Restauratoren, die Bibliothek und das Archiv, ergänzt um einen Lesesaal, sowie das Thüringische Staatsarchiv Gotha.

## Bedeutung
Die Ausnahmestellung dieser Sammlung zur Erforschung und Kartierung der Erde zeigen erst Vergleiche. Als eines der wenigen erhaltenen deutschen Verlagsarchive ist die Sammlung Perthes der bedeutendste Überrest der deutschsprachigen kartographischen Verlagstradition. In europäischer Perspektive findet sie ein seltenes Gegenstück im Archiv des Verlages Bartholomew & Son, das die National Library of Scotland bewahrt. Ihre kartographisch-geographischen Bestände stehen in einer Reihe mit denen der Library of Congress in Washington, der Bibliothèque Nationale in Paris oder der British Library in London.